# Cendejas de Enmedio
Cendejas de Enmedio es un municipio y localidad española de la provincia de Guadalajara, en la comunidad autónoma de Castilla-La Mancha. El término municipal, que incluye al núcleo de Cendejas del Padrastro, tiene una población de 71 habitantes (INE 2024).

## Geografía
Ubicación
La localidad capital del municipio está situada a una altitud de 915 m sobre el nivel del mar. El término municipal incluye a la entidad de ámbito territorial inferior al municipio de Cendejas del Padrastro.
| Noroeste: Torremocha de Jadraque | Norte: Negredo | Noreste: Viana de Jadraque    |
| Oeste: Medranda                  |                | Este: Cendejas de la Torre    |
| Suroeste: Jirueque               | Sur: Bujalaro  | Sureste: Cendejas de la Torre |

## Historia
A mediados del siglo XIX, el lugar  contaba con una población censada de 153 habitantes. La localidad aparece descrita en el sexto volumen del Diccionario geográfico-estadístico-histórico de España y sus posesiones de Ultramar de Pascual Madoz de la siguiente manera:

CENDEJAS DE ENMEDIO: l. con ayunt. en la prov. de Guadalajara (8 leg.), part. jud. y dióc. de Sigüenza (4), aud. terr. de Madrid (18), c.g. de Castilla la Nueva. sit. en llano con libre ventilación, en particular por N. y S., su clima es templado, y las enfermedades más comunes fiebres intermitentes y afecciones herpéticas: tiene 74 casas la del ayunt., escuela de instrucción primera concurrida por 17 alumnos á cargo de un maestro, dotado con 5 fan. de trigo; y una igl. parr. (San Pedro Apóstol) aneja á la de Cendejas de la Torre: confina el term. N. Cendejas del Padrastro; E. Cendejas de la Torre; S. Bujalaro, y O. Medranda; dentro de él se encuentran dos fuentes de buenas aguas y una ermita (la Soledad): el terreno entre llano y de regular calidad, comprende dos bosques poblados de encina y roble: caminos, los locales y el que dirige desde Atienza á Brihuega: CORREO se recibe y despacha en la adm. de Jadraque, por un propio que manda el ayunt.; llega martes, jueves y sábado, y sale lunes, miércoles y viernes. prod.: trigo, cebada, algo de vino y legumbres: cria ganado lanar y algo de vacuno; caza de perdices, libres y conejos. ind.: la agrícola. pobl. 44 vec., 153 almas. cap. prod.: 1.559.960 rs. imp.: 50.396. contr.: 4.347. presupuesto municipal 3,815, se cubren con los productos de propios y reparto vecinal.
(Madoz, 1847, p. 307)

## Demografía
Cendejas de Enmedio cuenta con una población de 71 habitantes (INE 2024).
| Gráfica de evolución demográfica de Cendejas de Enmedio entre 1842 y 2021 |
| |
| Población de derecho según los censos de población del INE Población de hecho según los censos de población del INEEntre el censo de 1857 y el anterior, crece el término del municipio porque incorpora a Cendejas del Padrastro |